# Anderssjön, Medelpad
Anderssjön är en sjö i Timrå kommun i Medelpad och ingår i Indalsälvens huvudavrinningsområde. Sjön är 7,9 meter djup, har en yta på 0,206 kvadratkilometer och är belägen 289,9 meter över havet. Sjön avvattnas av vattendraget Andersjöbäcken.

## Delavrinningsområde
Anderssjön ingår i det delavrinningsområde (695724-157328) som SMHI kallar för Utloppet av Anderssjön. Medelhöjden är 311 meter över havet och ytan är 2,41 kvadratkilometer. Det finns inga avrinningsområden uppströms utan avrinningsområdet är högsta punkten. Andersjöbäcken som avvattnar avrinningsområdet har biflödesordning 4, vilket innebär att vattnet flödar genom totalt 4 vattendrag innan det når havet efter 38 kilometer. Avrinningsområdet består mestadels av skog (79 procent) och sankmarker (12 procent). Avrinningsområdet har 0,21 kvadratkilometer vattenytor vilket ger det en sjöprocent på 8,6 procent.